# Ruelle-sur-Touvre
Ruelle-sur-Touvre és un municipi francès del departament del Charente, a la regió de la Nova Aquitània.